# Maoča (Srebrenik)
Pour les articles homonymes, voir Maoča.
Maoča (en serbe cyrillique : Маоча) est un village de Bosnie-Herzégovine. Il est situé dans la municipalité de Srebrenik, dans le canton de Tuzla et dans la fédération de Bosnie-et-Herzégovine. Selon les premiers résultats du recensement bosnien de 2013, il compte 209 habitants.

## Géographie
Le village est situé à la limite de la Fédération de Bosnie-et-Herzégovine et du district de Brčko.

## Démographie

### Évolution historique de la population dans la localité
| 1948 | 1953 | 1961 | 1971 | 1981 | 1991 | 2013 |
| ---- | ---- | ---- | ---- | ---- | ---- | ---- |
| -    | -    | 233  | 316  | 353  | 274  | 209  |

|  |